# 5615 Iskander
5615 Iskander este un asteroid din centura principală de asteroizi.

## Descriere
5615 Iskander este un asteroid din centura principală de asteroizi. A fost descoperit pe 4 august 1983 la Observatorul de Astrofizică din Crimeea de Liudmila Karacikina. El prezintă o orbită caracterizată de o semiaxă mare de 2,27 ua, o excentricitate de 0,19 și o înclinație de 4,7° în raport cu ecliptica.